# Transistor NPN
El transistor NPN és un dels dos tipus de transistors bipolars. La majoria dels transistors bipolars d'avui dia són NPN, a causa que la mobilitat de l'electró és major.
La fletxa en el símbol està al terminal de l'emissor i apunta en la direcció en què el corrent convencional circula quan el dispositiu està en funcionament actiu.
L'emissor és un cristall tipus N, la base és un cristall tipus P i el col·lector és un cristall tipus N.